# پوهولیادا
پوهولیادا (به لاتین: Poholiadda) یک منطقهٔ مسکونی در سری‌لانکا است که در استان مرکزی (سری‌لانکا) واقع شده‌است.